# Valentin von Siebeneicher

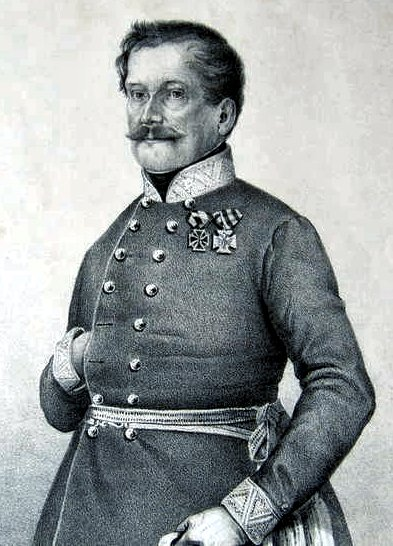
Generalmajor Valentin Edler von Siebeneicher

Valentin Edler von Siebeneicher (* 13. Februar 1783 in Kratzau; † 7. Juli 1861 in Marburg an der Drau) war ein österreichischer Generalmajor.

## Leben
Der Sohn eines Schusters ging bei seinem Schwager in die Lehre, bevor er am 1. Dezember 1800 in das ungarische Insurrections-Bataillon Erdödy eintrat, wo er als Korporal diente. Am 9. November 1802 trat er bei dem damaligen 2. Artillerie-Regiment als Unterkanonier in kaiserliche Dienste und wurde am 9. Dezember 1803 in das Bombardier-Corps übersetzt. Er nahm an den Feldzügen gegen Frankreich teil und zeichnete sich nicht nur in den Napoleonischen Kriegen unter anderem bei Austerlitz und in der Völkerschlacht bei Leipzig aus, sondern auch bei der Blockade von Besançon und 1821 im Feldzug gegen das Königreich Neapel mit der Einnahme seiner Hauptstadt aus. Schon 1809 war Siebeneicher als Batterie-Commandant wegen freiwilligen Vorgehens mit einer halben Batterie bei Montebello sowie besonderer Tapferkeit von dem Augenzeugen General Ignaz Graf Gyulay auf dem Schlachtfeld zum Fähnrich befördert worden und erwarb am 1. April 1815 das Offizierspatent.
1828 wurde er Hauptmann im 4. Artillerieregiment, 1841 Major im k. k. Infanterieregiment von Ferdinand IV. von Toscana, wo er sich bei den Kämpfen am Belvedere und nächst Monte Croce auszeichnete. 1848 wurde er zum Oberstleutnant und Kommandanten des Garnisons-Artillerie-Distriktes Innerösterreichs, dann zum Artillerieaufrüstungsdirektor in Mantua, einem strategischen Teil des österreichischen Festungsvierecks, ernannt, 1849 in diesem Amt zum Oberst. Am 21. April 1850 avancierte er schließlich zum Generalmajor und Artillerieinspektor in Verona, sodann in Böhmen.
Der Generalmajor wurde am 4. März 1853 pensioniert und verbrachte seinen Lebensabend in Marburg.

## Familie
Er war seit 1826 verheiratet mit Ernestine von Thuys und hatte zwei Töchter und fünf Söhne. Letztere traten auch in den Militärdienst, wobei nur Sohn Adolph die militärische Laufbahn weiterverfolgte.
Am 29. Januar 1836 wurde Siebeneicher, der es geschafft hatte, vom einfachen Schusterlehrling bis zum General aufzusteigen, durch Allerhöchste Entschließung Kaiser Ferdinands I. in den erblichen Adelsstand mit „Edler von“ erhoben.